# 237
Криза Римської імперії у 3 столітті. Правління імператора Максиміана Фракійця. У Китаї триває період трьох держав, найбільшою державою на території Індії є Кушанська імперія, у Персії править династія Сассанідів.
На території лісостепової України Черняхівська культура. У Північному Причорномор'ї готи й сармати.

## Події
- Імператор Максиміан веде успішну війну проти алеманів, і в Рим не приїздить. Сенат прийняв його, але він наклав великі податки на багатих, а тому проти нього організовуються змови.
- Перси знову напали на Месопотамію.
- Святий Вавила стає патріархом у Антіохії.

## Померли
- Святий Кастін